# Poznań Franowo Wąskotorowy
Poznań Franowo Wąskotorowy – nieczynny przystanek osobowy na zlikwidowanej linii kolejowej Poznań Kobylepole Wąskotorowy - Środa Wielkopolska Miasto. Mieści się przy ulicy Kobylepole.